# Salmijärvi (Jukkasjärvi socken, Lappland, 750489-174558)
Salmijärvi är en sjö i Kiruna kommun i Lappland och ingår i Torneälvens huvudavrinningsområde.